# Cophixalus australis
Cophixalus australis é uma espécie de anfíbio anuro da família Microhylidae. Está presente na Austrália. A UICN classificou-a como deficiente de dados.